# Кинопроектор
Кинопрое́ктор, кинопроекцио́нный аппара́т (от кино… и лат. projicio — бросаю вперёд) — разновидность проектора, предназначенная для воспроизведения движущегося изображения с киноплёнки. Большинство кинопроекторов, за исключением простейших узкоплёночных, кроме изображения кинофильма способны воспроизводить и его звуковое сопровождение. Один или несколько кинопроекторов — основа киноустановки. 

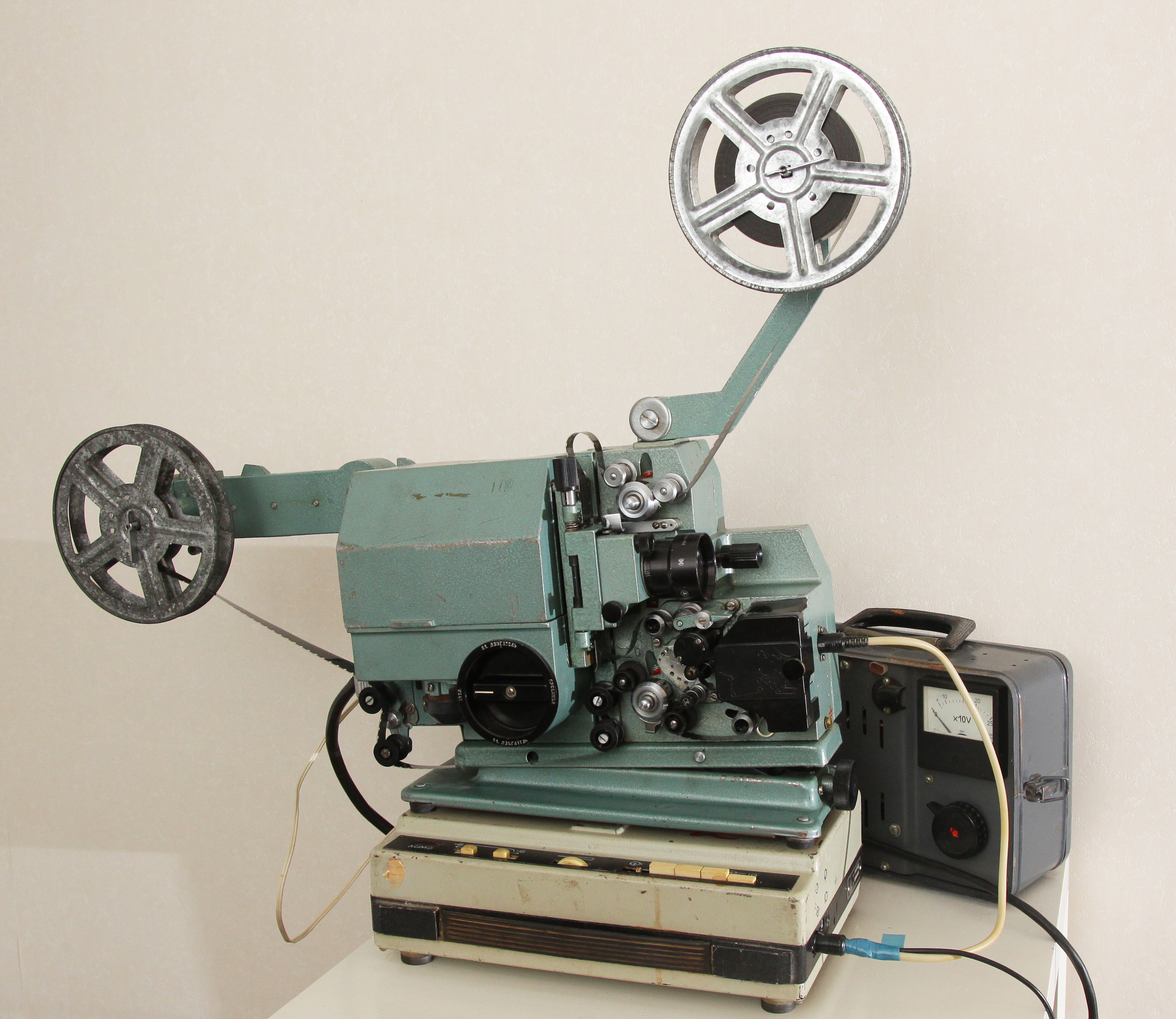
Кинопроектор П16-П1 в составе киноустановки «Украина-5»

Киноустановками на основе стационарных кинопроекторов оснащались все кинотеатры до того, как киноплёнку вытеснил цифровой кинопоказ. Для преобразования изображения на киноплёнке в телевизионный видеосигнал используется телекинопроектор. Специалист, управляющий кинопроектором, называется киномехаником.

## Историческая справка
Попытки получить на экране движущееся изображение начались почти сразу после появления фотографии. Изобретатели объединяли её с уже получившим распространение зоотропом и другими аттракционами «живых картинок». Первой в истории проекцией «движущейся фотографии» можно считать демонстрацию «Фазматропа», созданного американцем Генри Хейлом (англ. Henry R. Heyl). Сеанс, состоявшийся 5 февраля 1870 года на благотворительном спектакле в Филадельфии, принёс изобретателю 650 долларов. Устройство, сделанное на основе «Кинематоскопа» Колмана Селлерса (англ. Coleman Sellers), вместо рисунков демонстрировало короткий киноролик из восемнадцати диапозитивов вальсирующей пары. Однако, из-за низкой светочувствительности коллодионного фотопроцесса тех лет прямая съёмка движения была невозможна. Танцоры снимались с длинной выдержкой в неподвижных позах, изображающих разные фазы танца.

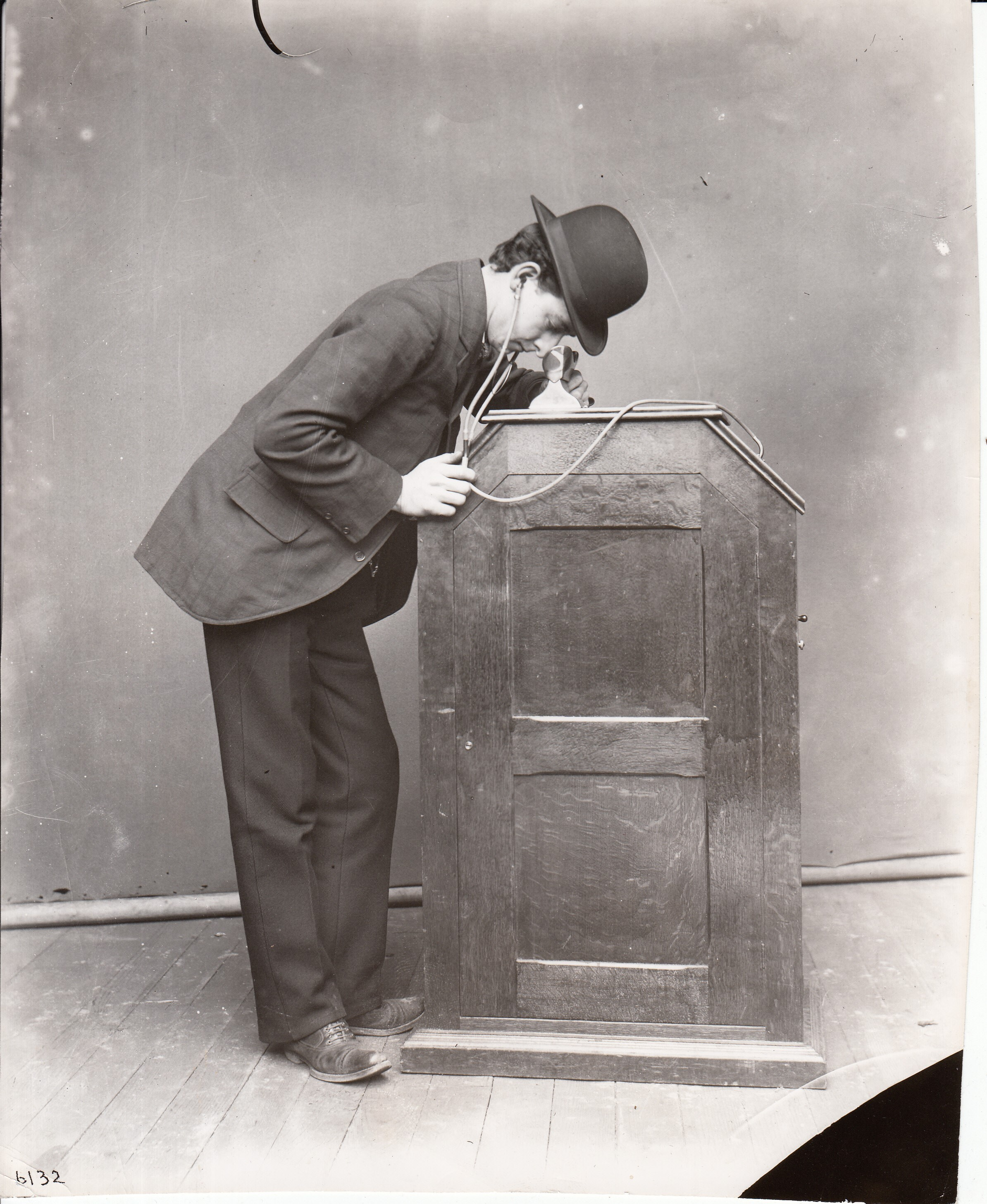
«Кинетоскоп» Эдисона.
1891 год

«Кинетоскоп», представленный Томасом Эдисоном (англ. Thomas Alva Edison) в 1891 году, уже мог воспроизводить непосредственно отснятое на желатиносеребряную киноплёнку движение, но оказался непригодным для его проекции на экран. Причиной недостатка было равномерное, а не прерывистое движение киноплёнки, и устойчивое несмазанное изображение можно было наблюдать при очень коротких вспышках света, хорошо видимых только через окуляр. В последующие годы усилия конструкторов всего мира сосредоточились на повышении световой эффективности «Кинетоскопа» для возможности коллективного просмотра. Первый шаг в нужном направлении сделал Жорж Демени (фр. Georges Demenÿ), в 1893 году использовавший в своем «Фоноскопе» пальцевый механизм для прерывистого перемещения целлулоидной ленты. Каждый кадр просвечивался теперь длительными вспышками через обтюратор с увеличенным вырезом.

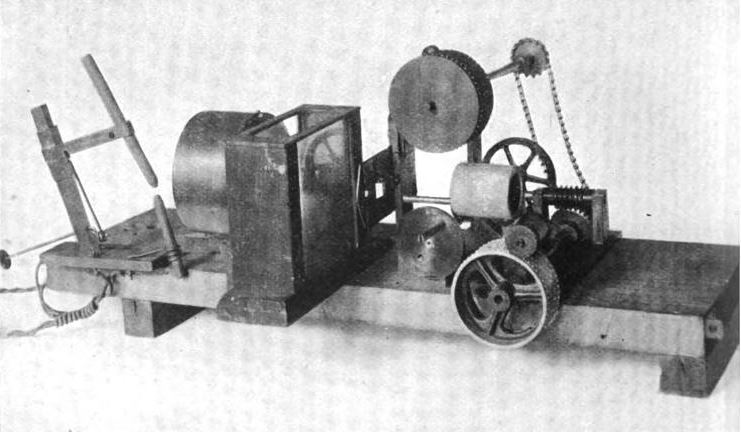
«Фантоскоп» Дженкинса,
1895 год

Однако, первым серьёзным конкурентом Эдисона стал его бывший помощник Вильям Диксон (англ. William Kennedy Dickson), разработавший в 1895 году «Мутоскоп». Новый прибор, основанный на принципе быстрого перелистывания блокнота, так же позволял видеть изображение только в окуляре, но гораздо ярче и крупнее. «Кинетоскоп компани» оказалась на грани разорения, и поступившее от Томаса Армата (англ. Thomas Armat) предложение купить права на «Фантоскоп» его компаньона Чарльза Дженкинса (англ. Charles Francis Jenkins), оказалось спасением. 3 апреля 1896 года доработанный проектор был представлен журналистам под названием «Витаскоп», открыв эпоху экранного кинематографа в США. Именно в этом кинопроекторе впервые использован мальтийский механизм.
Братья Эмиль и Макс Складановские (нем. Emil Skladanowsky; Max Skladanowsky) 1 ноября 1895 года представили в Берлине аппарат «Биоскоп», способный проецировать на экран движущееся изображение одновременно с двух киноплёнок шириной 45-мм. Из-за особенностей устройства был доступен показ только очень коротких роликов, склеенных в кольцо, и длящихся не более 5 секунд. Невысокая частота проекции 10 кадров в секунду приводила к заметному мерцанию, утомлявшему зрителей. Чуть раньше Складановских, 21 апреля 1895 года свою проекционную систему «Эйдолоскоп» с 51-мм киноплёнкой представил в Нью-Йорке Вудвил Латам (англ. Woodville Latham). Тем не менее, все эти изобретения не обеспечивали нужного качества экранного изображения или были слишком сложны в эксплуатации.

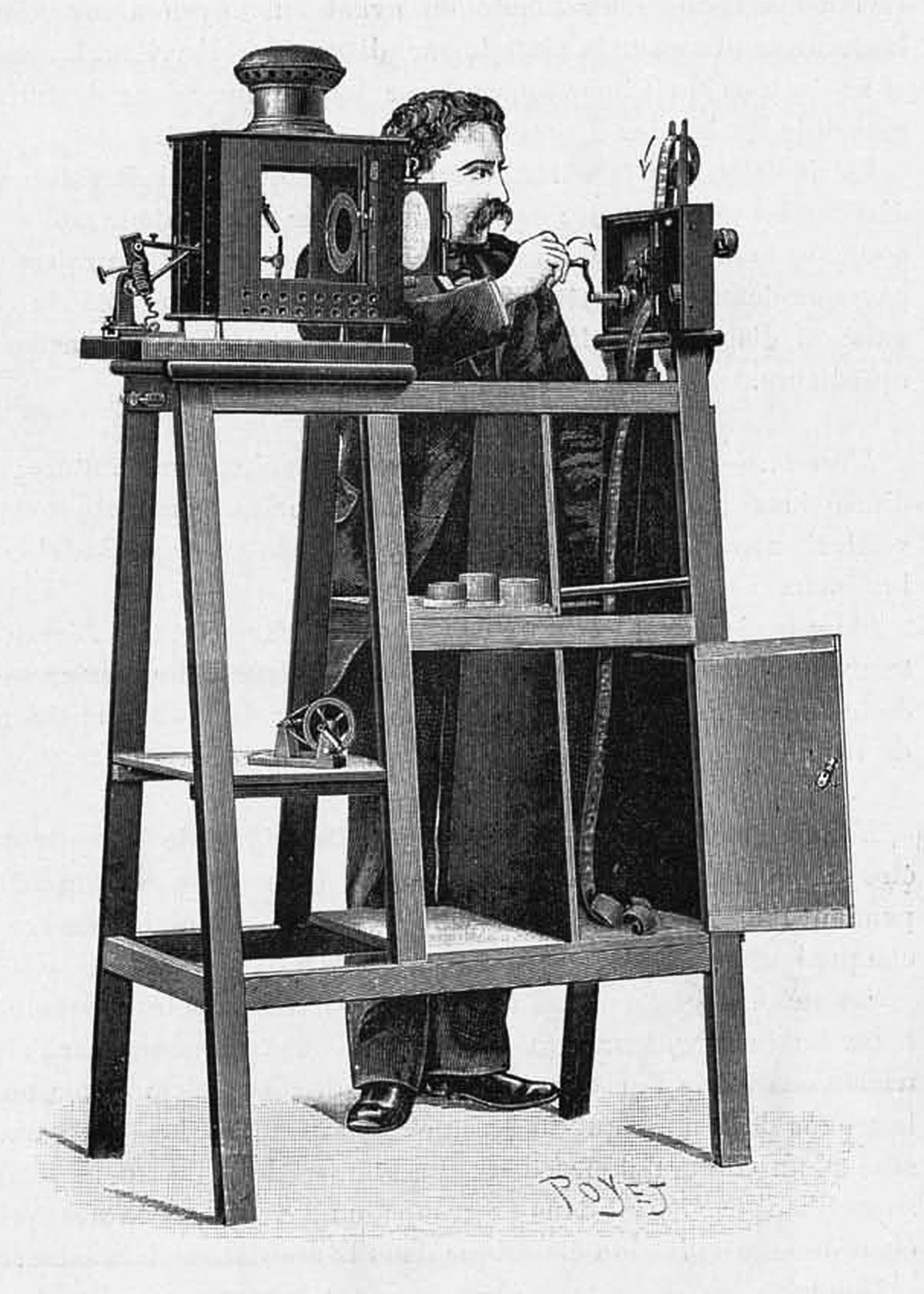
Проекционная установка на основе «Синематографа» Люмьеров. 1896 год

Наиболее успешным устройством для кинопроекции стал «Синематограф», созданный братьями Люмьер в 1895 году во Франции. Им удалось резко повысить световую отдачу за счёт большого КПД обтюратора, полученного благодаря прерывистому перемещению киноплёнки изобретённым ими грейферным механизмом. Аппарат Люмьеров работал на такой же киноплёнке, как и «Кинетоскоп», но оказался пригодным как для съёмки, так и для проекции фильма на экран. Обнаружив, какую прибыль даёт новое зрелище, Люмьеры занялись завоеванием рынка сначала Франции, а затем и других стран. 18 июня 1896 года, всего через два месяца после презентации «Витаскопа», Америка познакомилась с «Синематографом». Техническое превосходство французской проекционной системы оказалось настолько подавляющим, что ей понадобилось чуть более полугода для завоевания рынка США.
Несмотря на свою революционность, «Синематограф» всё ещё обладал рядом серьёзных недостатков, главным из которых были очень короткие фильмы, длительность которых ограничивалась 55 футами. Как и во всех остальных системах, это было обусловлено максимальной массой подающего рулона киноплёнки. Более тяжёлый рулон из-за большого момента инерции препятствовал прерывистому движению киноплёнки и грейфер рвал её перфорацию. Преодолеть эту проблему удалось Вудвилу Латаму, который в 1897 году запатентовал свободную петлю киноплёнки между равномерно вращающимся тянущим зубчатым барабаном и скачковым механизмом. В результате участки непрерывного и прерывистого движения киноплёнки впервые оказались изолированы друг от друга, а изобретение получило название петля Латама.

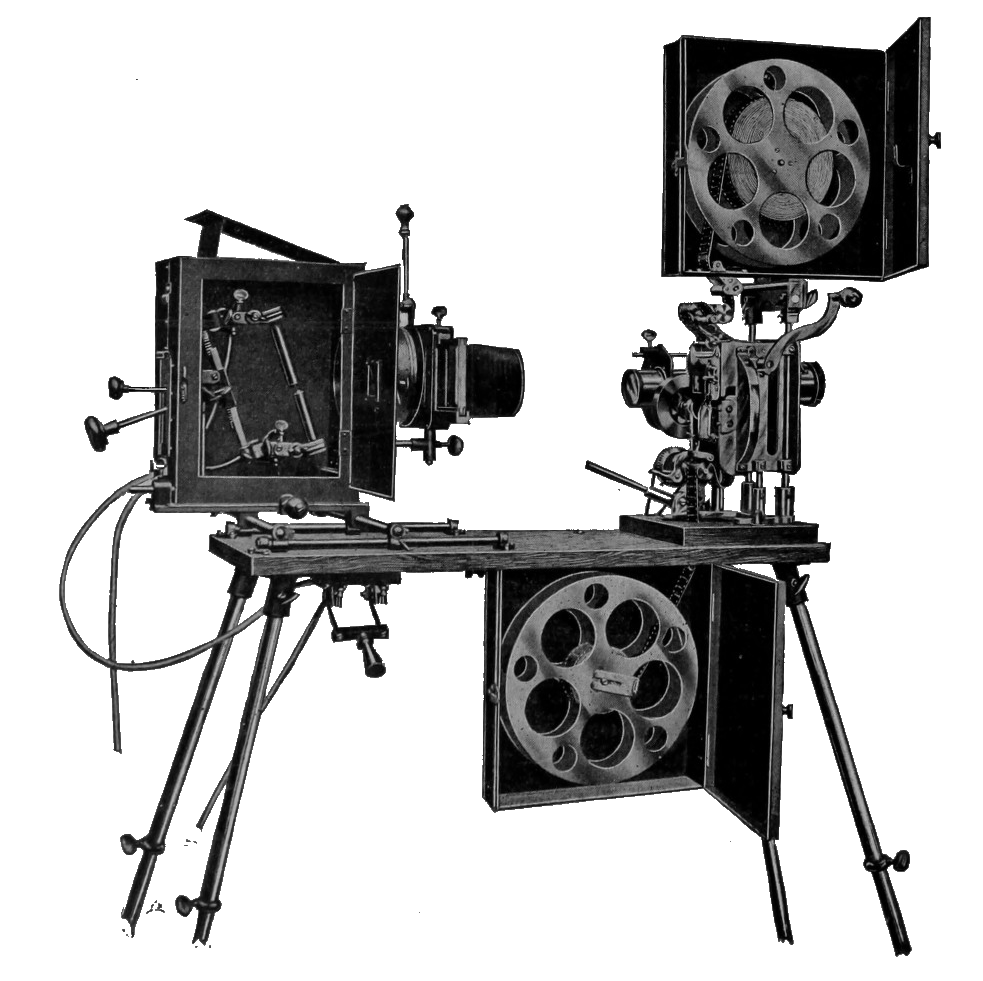
Театральный немой кинопроектор Cameragraph с противопожарными боксами для киноплёнки. 1907 год

В те же годы у кинопроекторов появилась приёмная бобина: до этого киноплёнка сматывалась в корзину, установленную под аппаратом. В качестве источника света первых кинопроекторов использовались керосиновая или Друммондова лампа, а по мере распространения электричества её заменила лампа накаливания и угольная дуговая лампа. Последняя сыграла определённую роль в новом ограничении длины фильма, достигшем 1000 футов (300 метров). При частоте немой проекции 16 кадров в секунду на экране действие продолжалось примерно 15 минут, что соответствовало длительности сгорания угольного электрода лампы. Удлинение сеансов потребовало устранения мерцания экрана, быстро утомлявшего зрителей. После 1902 года у обтюратора появились холостые лопасти, сместившие частоту мерцания за порог физиологической заметности. Полностью устранить предел длительности фильма удалось в 1914 году, исключив перерывы на перезарядку с помощью многопостной кинопроекции.
Уже в первые годы кинематографа обнаружилась проблема, связанная с чрезвычайной пожароопасностью нитроцеллюлозы, из которой изготавливали подложку киноплёнки. После нескольких крупных пожаров с человеческими жертвами проведение киносеансов в неподготовленных помещениях запретили. Кинопроекторы стали отделять от зрителей огнеупорной стеной, и оснастили приспособлениями, снижающими опасность возгорания и распространения огня. Лентопротяжный тракт начали изготавливать закрытым, а перед кадровым окном появилась автоматическая противопожарная заслонка. Распространение кинопроекции в домашних условиях стало возможным только после появления узких киноплёнок, первой из которых в 1910 году стала плёнка Pathé шириной 28-мм. Благодаря невысоким скоростям и нагрузкам на перфорацию такие киноплёнки допускают использование менее прочной подложки из диацетата целлюлозы, не представляющей такой опасности возгорания, как нитратная.

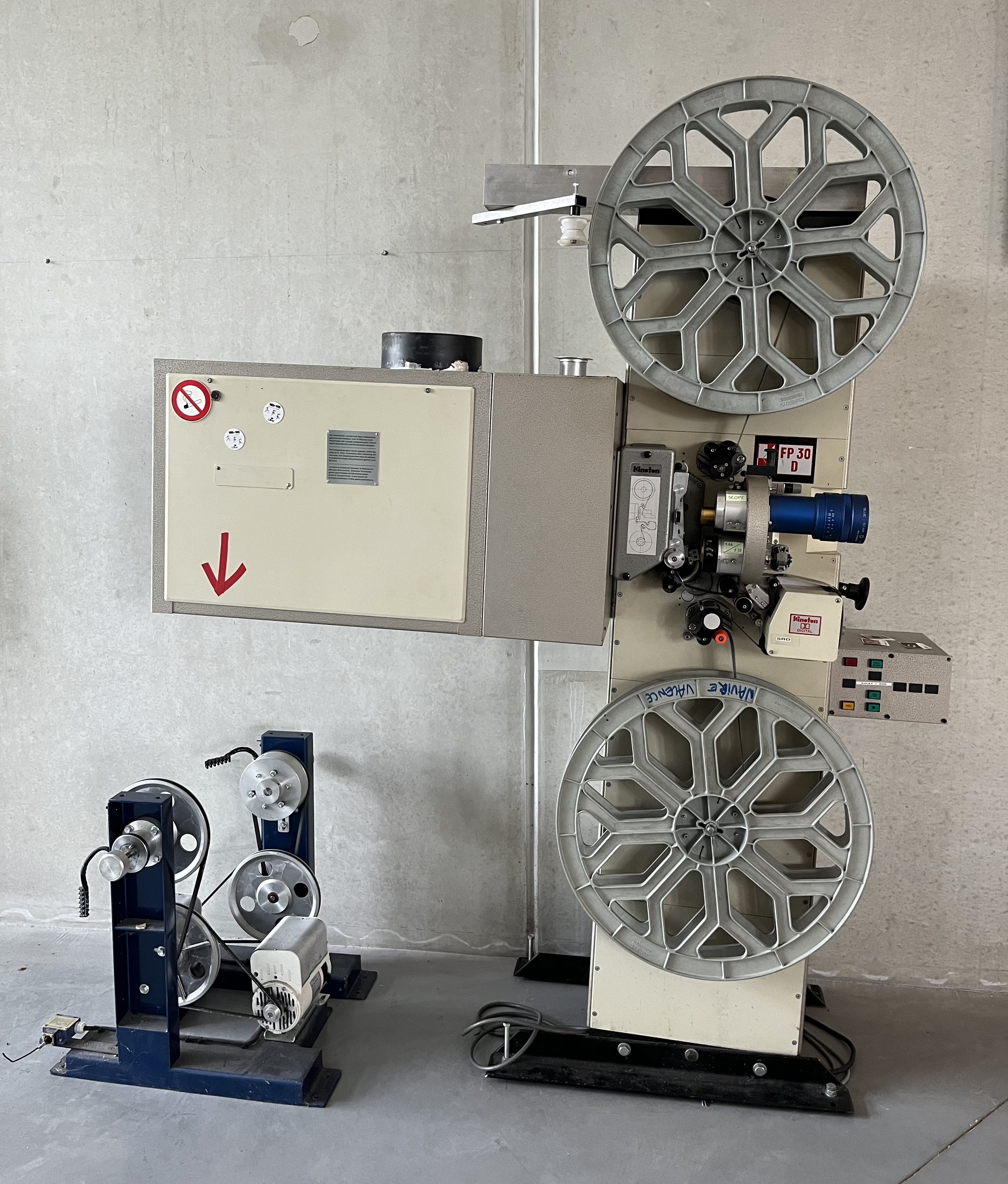
Стационарный кинопроектор последних поколений
Kinoton FP-30D

После появления звукового кино устройство кинопроектора ещё более усложнилось. Ручной привод механизма ушёл в прошлое, уступив место электроприводу со стабилизированной скоростью, исключающему детонацию и изменение тона синхронизированной с изображением фонограммы. Кроме того, появился дополнительный узел, воспроизводящий звук. Первая киносистема «Вайтафон» использовала в качестве носителя звука грампластинки, и в аппаратной установили электрофон, синхронизированный с кинопроектором общим приводом. Граммофонный метод быстро уступил место оптической звукозаписи, и в конструкции проекторов появились фотоэлемент и звукочитающая лампа, а позднее магнитная головка. В СССР возможность чтения совмещённой фотографической фонограммы впервые реализована в 1929 году после модернизации немых кинопроекторов «ТОМП-4».
Дальнейшее совершенствование коснулось автоматизации кинопоказа, прежде всего перехода с поста на пост кинопроекции. Для этого в устройстве появились датчики окончания части и цепи согласования с управляющими блоками аппаратной. Замена угольной дуги ксеноновой лампой высокого давления сняла последнее ограничение времени работы одиночного кинопроектора, позволив объединить его с бесперемоточными устройствами типа плэттер. Это дало возможность демонстрировать полнометражные фильмы с одного большого рулона фильмокопии без перезарядок. В итоге возможности автоматизации были доведены до предела, позволяя управлять кинопоказом сразу в нескольких залах с одного компьютера. К настоящему моменту (2023 год) театральные кинопроекторы почти полностью вытеснены цифровой проекцией и выведены из эксплуатации. Узкоплёночные кинопроекторы продолжают использоваться в качестве винтажного шоу для небольших аудиторий, а также для оцифровки семейных киноархивов.

## Устройство и принцип действия
Кинопроектор воспроизводит движущееся изображение путём проекции на экран последовательности из неподвижных диапозитивов, отснятых на обращаемой киноплёнке или отпечатанных с негатива на фильмокопии. Фотографии отображают отдельные фазы записанного движения, которые при быстрой смене, благодаря персистенции зрения сливаются, вызывая иллюзию движущегося изображения. В звуковом кино за секунду проецируются 24 кадра, что достаточно для плавности движения на экране при разумном расходе киноплёнки. Для быстрой смены кадров перфорированная киноплёнка прерывисто перемещается мимо кадрового окна при помощи скачкового механизма. В момент смены кадра источник света перекрывается обтюратором, в результате чего на экране не видно движение киноплёнки. Зритель видит изображение только в моменты неподвижного стояния кадра при холостом ходе скачкового механизма. 

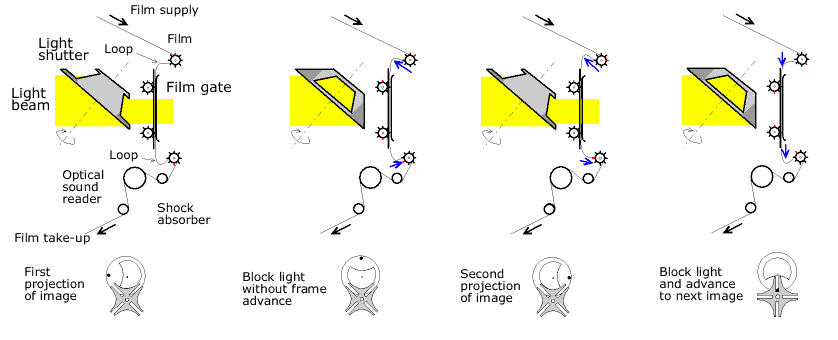
Четыре фазы работы кинопроектора с двухлопастным обтюратором

На рисунке обозначены четыре фазы совместной работы конического двухлопастного обтюратора (вверху) и мальтийского механизма (внизу). Все звуковые кинопроекторы оснащаются двухлопастным обтюратором, одна из лопастей которого — холостая. Из схемы понятно, что лопасти дважды перекрывают световой поток: при смене кадра и во время неподвижного стояния киноплёнки в кадровом окне. Это необходимо для увеличения частоты мерцания изображения на экране до 48 герц, превышающей порог человеческого восприятия. В немом кинематографе стандартная частота проекции составляет 16 кадров в секунду, поэтому обтюраторы немых проекторов — трёхлопастные, с двумя холостыми лопастями. 
В качестве скачкового механизма в большинстве стационарных кинопроекторов применяется мальтийский. Этот механизм меньше других изнашивает перфорацию киноплёнки за счёт выгодных динамических характеристик разгона и торможения. В узкоплёночных проекторах наибольшее распространение получил более компактный и дешёвый в производстве грейферный механизм. Известны кинопроекторы с непрерывным движением киноплёнки и оптическим выравниванием при помощи вращающейся призмы, а также с импульсными источниками света без обтюратора, однако по ряду причин такие конструкции широкого распространения не получили. Все механизмы кинопроекторов приводятся в движение асинхронным электродвигателем.

### Лентопротяжный тракт
В отличие от фильмового канала, где киноплёнка перемещается прерывисто, в остальных частях лентопротяжного тракта она движется равномерно. Для предотвращения обрыва участки прерывистого и непрерывного движения киноплёнки изолируются друг от друга при помощи двух петель. Первая петля располагается между фильмовым каналом и тянущим зубчатым барабаном, а вторая перед задерживающим. Тянущий барабан сматывает киноплёнку с подающей бобины, снабжённой тормозным устройством для равномерного натяжения фильма. После фильмового канала, делая вторую петлю, плёнка попадает на задерживающий зубчатый барабан, а с него на приёмную бобину. В узкоплёночных проекторах эти барабаны часто заменяются одним комбинированным, тогда как в кинотеатральных дополняются успокаивающим и звуковым для стабилизации скорости в районе звукоблока. Для равномерной намотки киноплёнки привод бобины оснащён фрикционом или отдельным асинхронным электродвигателем, работающим в режиме глубокого скольжения. Удержание киноплёнки от поперечного смещения, демпфирование натяжения и прижим к барабанам выполняют многочисленные ролики, свободно вращающиеся на подшипниках.

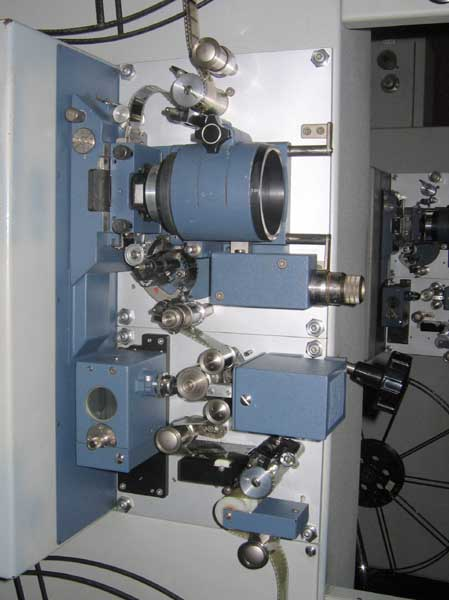
Лентопротяжный механизм кинопроектора Meo-5

Звуковой кинопроектор кроме перечисленных элементов содержит в лентопротяжном тракте один или два гладких барабана, смонтированных на валах массивных маховиков. С приводом механизма гладкие барабаны и маховики никак не связаны, и приводятся во вращение трением киноплёнки. Это элемент звукочитающей системы, предназначенный для демпфирования колебаний скорости киноплёнки и устранения детонации фонограммы. Гладкий барабан оптического звукоблока размещается на отрезке между фильмовым каналом и задерживающим зубчатым барабаном. Магнитный звукоблок театральных кинопроекторов расположен выше проекционного окна перед тянущим барабаном. Такое расположение объясняется стандартным смещением фонограммы относительно изображения, противоположным у оптической и магнитной дорожек 35-мм фильмокопий. В то же время, на 16-мм фильмах обе разновидности фонограмм опережают изображение, поэтому магнитный и оптический звукоблоки кинопроекторов такого формата обслуживаются общим гладким барабаном, расположенным сразу после фильмового канала. 
Узкоплёночные кинопроекторы в отличие от аппаратуры для более широких киноплёнок рассчитаны на ход киноплёнки эмульсией к объективу. Это объясняется тем, что узкие киноплёнки изначально разрабатывались для любительского кино, не предполагающего тиражирование фильмов. Контактная печать, доминирующая в профессиональном кинематографе, предусматривает соприкосновение негатива с позитивной киноплёнкой эмульсионными слоями для получения резкого изображения. При зарядке полученного фильма в кинопроектор так же, как в киносъёмочном аппарате — эмульсией к объективу — на экране будет получено зеркально перевёрнутое изображение снятой сцены, поэтому в профессиональных проекторах киноплёнка обращена к объективу подложкой. Узкоплёночные киносистемы рассчитаны на работу преимущественно с обращаемой киноплёнкой, не требующей печати. Поэтому её ход в кинопроекторе совпадает с расположением в кинокамере. Фильмокопии таких форматов печатались оптическим способом через подложку позитивной плёнки, обеспечивая на экране прямое (конгруэнтное) изображение.
Лентопротяжный тракт кинопроекторов системы IMAX из-за очень большого шага кадра не оснащается традиционным скачковым механизмом. Вместо него применяется механизм «бегущая петля», основанный на других принципах. Кроме того, такие проекторы не обладают фильмовым каналом в привычном смысле, используя для точного расположения плёнки специальную стеклянную поверхность и вакуумный прижим. Из-за горизонтального хода 70-мм киноплёнки и большой длины фильмокопии IMAX размещаются не на бобинах, а на горизонтальных плэттерах, позднее оказавшихся более удобными и для обычных систем кинематографа.

### Осветительно-проекционная система
Осветительно-проекционная система кинопроектора состоит из источника света, проекционной оптики и объектива. Получение сильно увеличенного изображения достаточной яркости облегчается тем фактом, что каждый кадр киноплёнки находится на пути света очень короткое время, не более 1/24 секунды. Благодаря этому, фильм не успевает нагреться до температуры плавления, несмотря на огромную тепловую нагрузку в области кадрового окна. Тем не менее, в кинопроекторах с мощным источником света применяется теплофильтр или интерференционный отражатель, отводящие от киноплёнки значительную часть теплового инфракрасного излучения, и уменьшающие её нагрев.

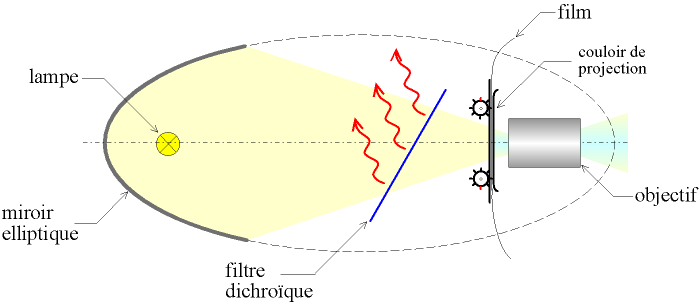
Осветительно-проекционная система с эллипсоидным отражателем и дихроичным теплофильтром

В качестве источника света в кинопроекторах последних поколений используются лампы накаливания или ксеноновые лампы сверхвысокого давления. До распространения ксеноновых ламп в театральных проекторах использовалась угольная дуга интенсивного горения. Угольной дугой или ксеноновыми лампами могут оснащаться только стационарные кинопроекторы, поскольку такие источники света при работе производят много тепла и озона, и требуют централизованной вытяжной вентиляции. 
В зависимости от источника света применяются три основных типа проекционной оптики: конденсорная с отражателем (с лампами накаливания), без конденсора с одним отражателем (с угольной дугой) и с эллипсоидным отражателем и сферическим контротражателем для ксеноновых ламп. Объективы, применяемые в кинопроекторах, принципиально не отличается от используемых в других типах проекционных устройств. Для демонстрации широкоэкранных фильмов перед объективом устанавливают линзовые или зеркальные анаморфотные насадки.

### Звукочитающая система

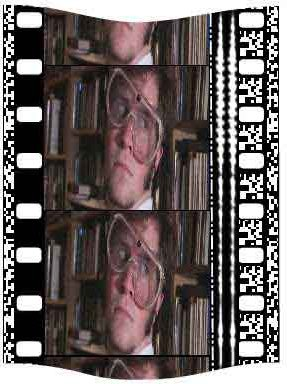
Фильмокопия с тремя разновидностями оптической фонограммы: аналоговой Dolby SR переменной ширины и двумя цифровыми: SDDS и Dolby Digital. Для фонограммы DTS на отдельном диске между аналоговой фонограммой и изображением впечатан временной код

В большинстве кинопроекционных аппаратов используется фотоэлектрическая система чтения оптических совмещённых фонограмм. Колебания интенсивности света, возникающие за счёт переменной ширины или плотности фонограммы, преобразуются фотоэлементом в пульсирующий ток, который затем усиливается звуковоспроизводящей системой или декодируется при помощи ЦАП. 
Определённый период развития звука в кино связан с широким распространением магнитных фонограмм, обладавших более качественным звучанием, чем оптические. Вместо фотоэлемента и лампы для чтения таких фонограмм, нанесённых на проявленную фильмокопию, используются магнитные головки. Однако, со временем от этой технологии отказались из-за недолговечности дорожек, склонных к отслоению и размагничиванию. Более высокое качество звукозаписи удалось получить печатью на киноплёнке оптического цифрового кода вместо дорожки переменной ширины. Последние поколения кинопроекторов оснащались звукоблоком, считывающим наиболее распространённые цифровые оптические фонограммы SDDS и Dolby Digital, отпечатанные на фильмокопиях рядом с резервным аналоговым треком Dolby SR.
Некоторые кинематографические системы не предусматривают печать совмещённых фильмокопий, содержащих одновременно изображение и фонограмму. Звук в таких системах воспроизводится с отдельного носителя. Например, система IMAX изначально рассчитана на применение фонограммы на отдельной плёнке. Система цифрового звука DTS также предусматривает отдельный носитель фонограммы — компакт-диск. Поэтому кинопроекторы таких форматов не оснащаются полноценным звукоблоком. Синхронизация звука с изображением в этом случае, так же, как в системе IMAX, осуществляется при помощи временно́го кода, отпечатанного рядом с аналоговой звуковой дорожкой на киноплёнке.

## Непрерывность кинопоказа
Максимальная длина одной части, на которые разбивается любая 35-мм фильмокопия, составляет 300 метров, что примерно соответствует 10 минутам экранного времени при частоте 24 кадра в секунду. Максимальная длина части широкоформатных фильмокопий 350 метров. Поэтому, для обеспечения непрерывного показа полнометражных кинофильмов в кинотеатрах используется два или несколько одинаковых кинопроекторов, каждый из которых называется «постом». Пока один пост кинопроекции занят показом одной части фильмокопии, в другой заряжают следующую. Иногда две или несколько частей склеивались в один рулон, чтобы уменьшить количество переходов с поста на пост, но для полнометражных кинокартин перезарядки оставались неизбежными. 
Последнее десятилетие работы по плёночной технологии кинотеатры использовали бесперемоточные устройства — плэттеры, позволяющие склеивать все части фильмокопии в один большой рулон и устанавливать в каждом кинозале единственный пост кинопроекции. При этом рулон фильмокопии склеен в кольцо и не требует перемотки на начало. Такая технология в сочетании с централизованным управлением запуском проекторов во всех залах кинотеатра, позволяла максимально автоматизировать кинопоказ и обслуживать все кинозалы одним киномехаником. В некоторых типах проекторов возможна обратная перемотка киноплёнки непосредственно через кадровое окно без перезарядки. В сочетании с большой ёмкостью бобин традиционной конструкции это позволяет автоматизировать кинопоказ с таким же успехом, как и с применением плэттеров.

## Кинопроекторы для фильмов 3D

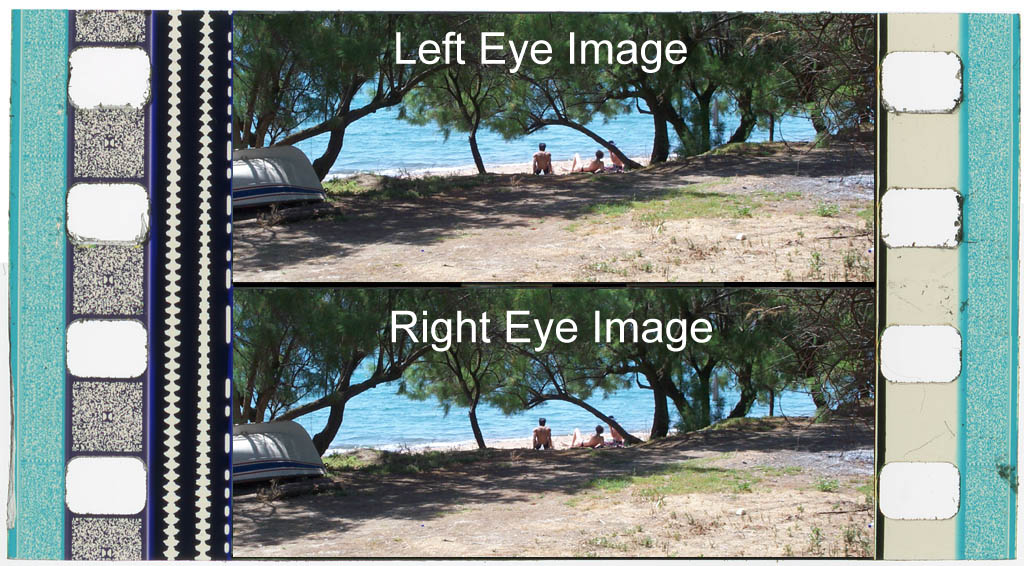
Расположение кадров системы «Стереовижн»

Для демонстрации стереокинофильмов могут использоваться как 2 синхронизированных кинопроектора, каждый из которых показывает свою часть стереопары, так и один кинопроектор, демонстрирующий всю стереопару с одной киноплёнки. Первый способ используется в плёночных кинотеатрах IMAX 3D, однако в других форматах он распространения не получил из-за сложности синхронизации двух проекторов и недостатков использования двух киноплёнок.
Наибольшее распространение получили технологии стереокино, основанные на использовании одной киноплёнки, на которой так или иначе располагаются обе части стереопары. При этом для демонстрации такого фильма используется стандартный кинопроектор с установленной вместо объектива оптической насадкой, проецирующей обе части стереопары на один экран, чаще всего через поляризационные светофильтры. В зависимости от расположения частей стереопары используется насадка с призмами или только со стереообъективом, как это было в советской системе «Стерео-70» или в европейской Hi-Fi Stereo-70. С 1965 года наибольшее распространение в мировом кинопрокате получила система «Стереовижн» с расположением кадров стереопары друг над другом в пределах стандартного шага, предусматривающая использование призменной насадки на кинопроектор. Широкоэкранный кадр уменьшенной высоты, близкий по размерам к системе «Технископ», занимает половину стандартного шага и не требует анаморфирования. Наиболее популярны две разновидности такого размещения стереопары: Panavision 3D и Technicolor 3D.

## Кинопроекторы разных форматов
Для демонстрации стандартными кинопроекторами пригодны фильмокопии, отпечатанные в прокатных форматах, среди которых наибольшее распространение получили форматы на киноплёнке 35-мм.
В СССР на такой киноплёнке существовали три основных формата: «обычный», «широкоэкранный» и «кашетированный». Эти форматы отличались соотношением сторон экрана, определявшим его размеры и зрелищность киносеанса. В международной практике наибольшее распространение получили аналогичные форматы, отличающиеся от советских лишь незначительно. Для кашетированных форматов разница заключается в доминирующем соотношении сторон, которое в Европе, как и в СССР составляло 1,66:1, в то время, как в США и Северной Америке наибольшее распространение получил стандарт 1,85:1.

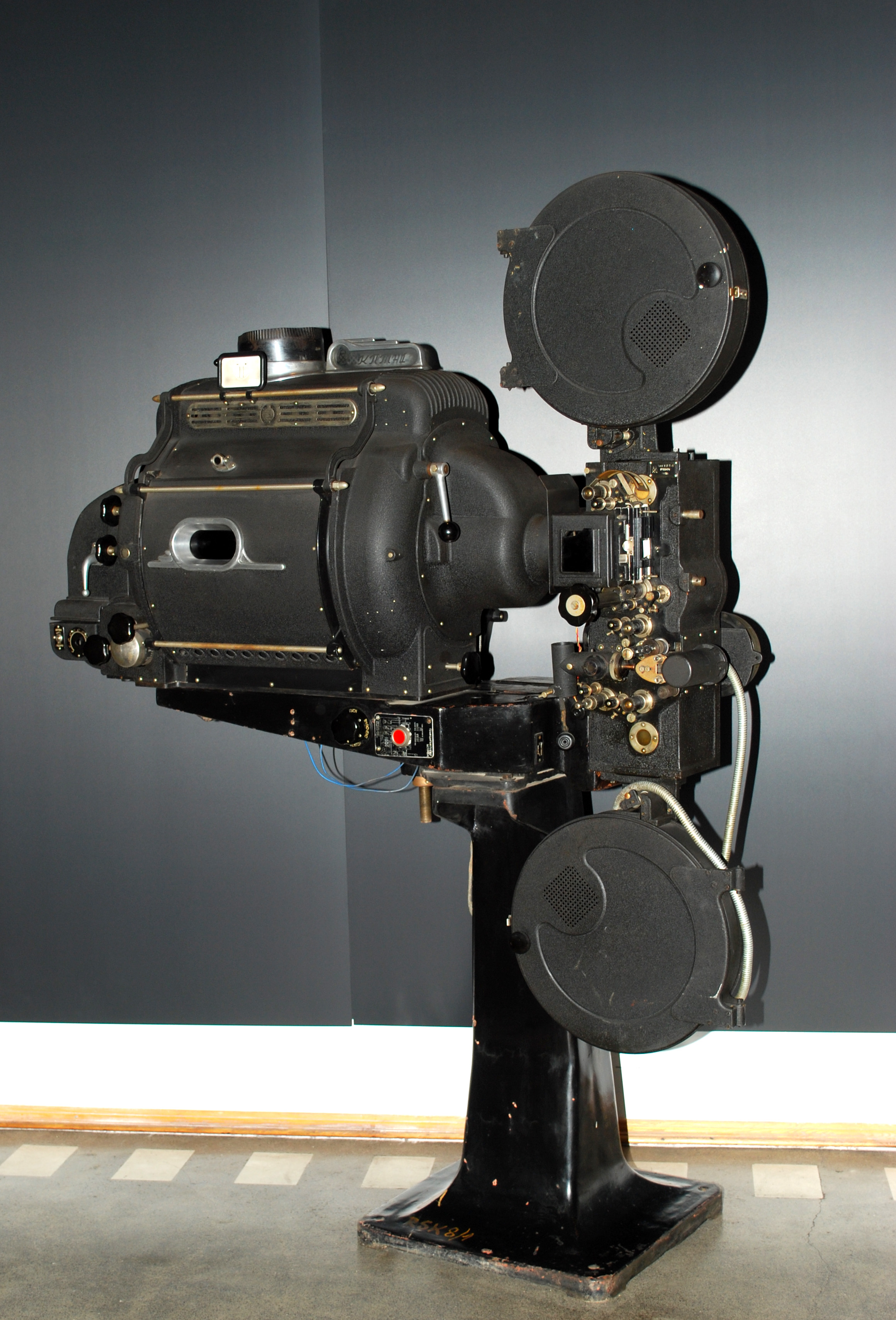
Стационарный кинопроектор «КПТ-1» (СССР)
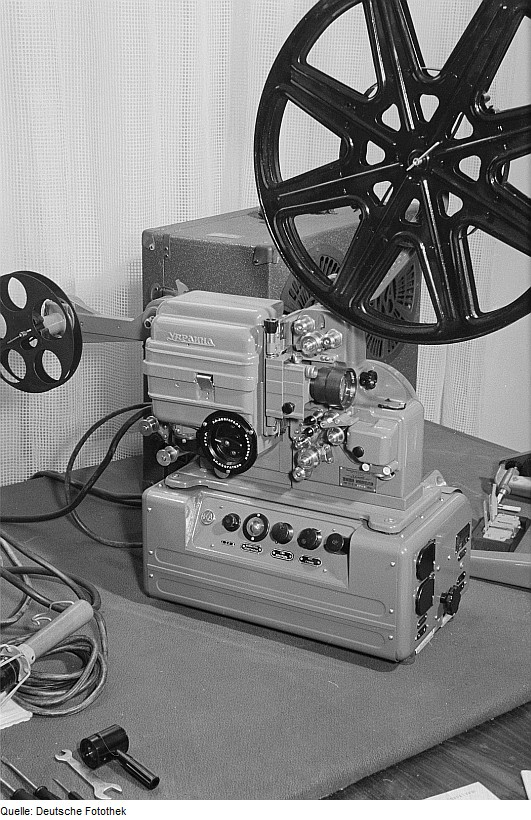
16-мм кинопроектор «Украина-4» (СССР)
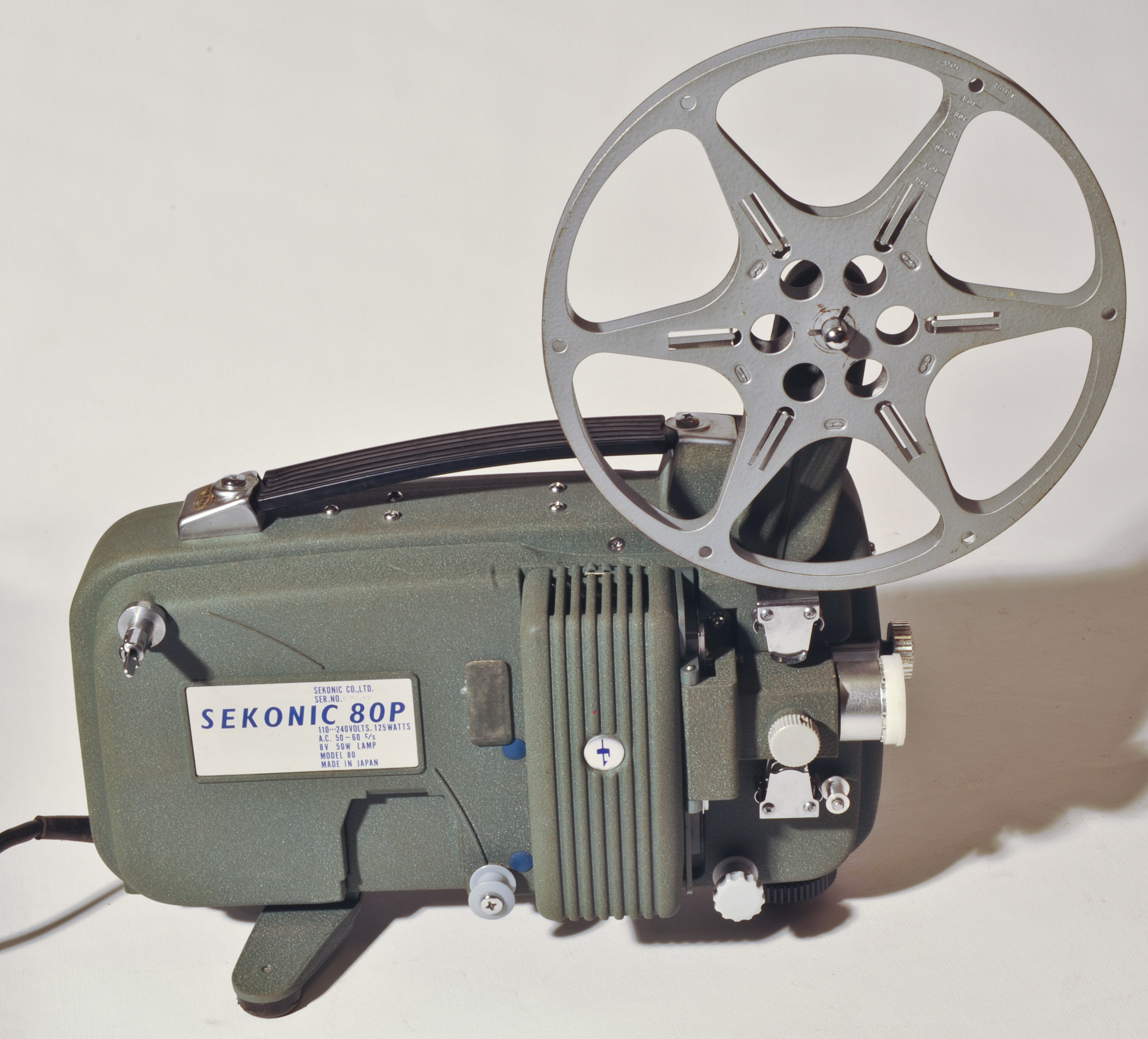
8-мм кинопроектор Seconic 80 P (Япония)
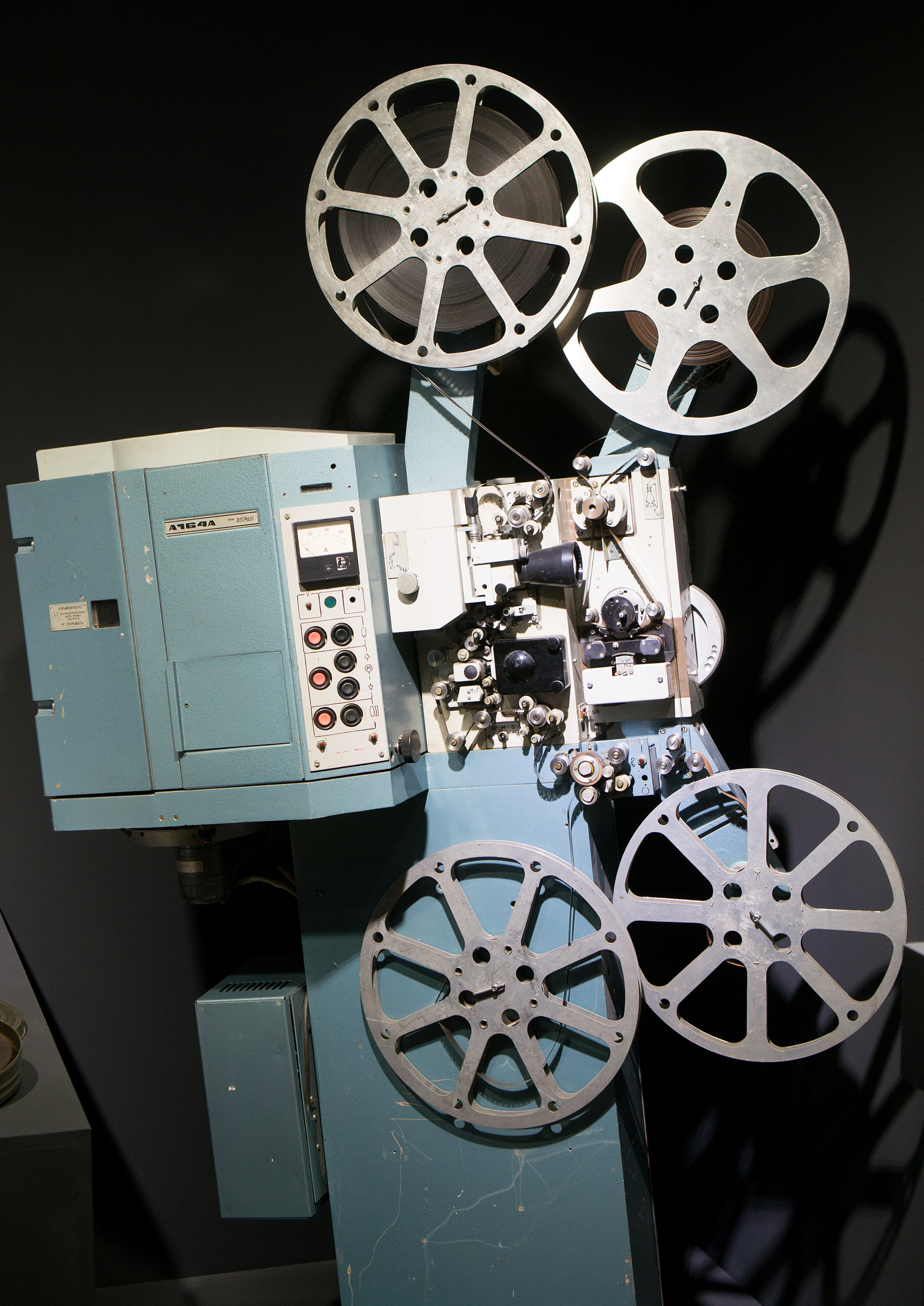
16-мм кинопроектор «А164-А» для киностудий (СССР)
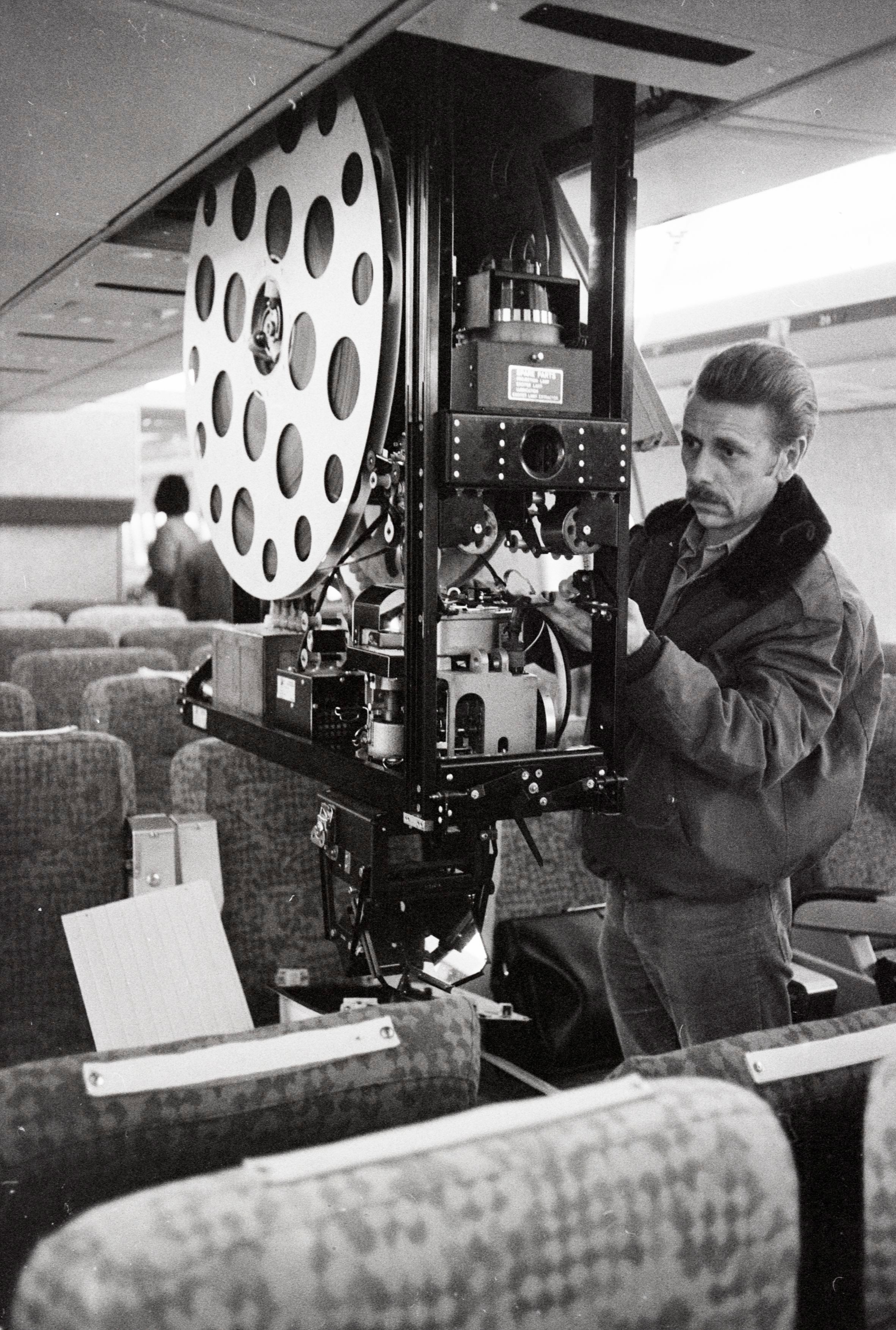
16-мм кинопроектор в салоне самолёта (Швейцария)

Использование 35-мм киноплёнки даёт возможность показа фильмокопии практически в любом кинотеатре, поскольку 35-мм кинопроекторы наиболее распространены во всём мире. Широкоформатные фильмы, получившие распространение в конце 1960-х годов, требуют специальных кинопроекторов, с другим лентопротяжным трактом и осветительной системой. Однако большинство из них выполнены двухформатными, и пригодны для демонстрации фильмов как на 70-мм, так и на 35-мм киноплёнках. 
Для 16-мм фильмов выпускались кинопроекторы, входящие как в состав стационарных киноустановок («Черноморец», КПС-16-2, А-141В), так и передвижных («Украина», «Школьник»). Менее распространёнными были компактные моноблочные киноустановки с усилителем звука и громкоговорителем в одном корпусе с проектором («Радуга», «Свет-2», «Днепр», Elf-RT2). Кинопроекторы для 8-мм фильмов в СССР выпускались только в немом исполнении, а наиболее дорогие были рассчитаны на стыковку с магнитофоном через синхронизатор «СЭЛ-1».
Для расширения возможностей стационарных театральных кинопроекторов для них выпускались приставки, позволявшие демонстрировать узкоплёночные (как правило, 16-мм) фильмы. Такие приставки представляли собой упрощённый 16-мм кинопроектор без собственного источника света. Они снабжались промежуточным конденсором, который служил для согласования апертуры осветительной системы основного проектора с объективом приставки. Советская приставка «ЮП-1» могла устанавливаться на театральные кинопроекторы КПТ, КП-15 и КП-30.

## Цифровой кинопроектор
В последнее время для кинодемонстрации всё чаще используются цифровые кинопроекторы, обеспечивающие проекцию на большой киноэкран не с плёнки, а с цифрового видеосервера. Конструкция цифровых кинопроекторов основана на совершенно иных принципах действия, и поэтому они считаются отдельным классом устройств. Разрешение типовых проекторов составляет 2К, то есть 2048 × 1080 элементов изображения. Но уже сейчас (2023 год) есть модели, способные воспроизводить контент с разрешением 4К. Это сопоставимо с разрешающей способностью киноплёнки, но на практике цифровая кинопроекция даёт более высокое качество изображения вследствие полного отсутствия механических повреждений киноплёнки и высокой стабильности. Световые потоки некоторых моделей цифровых проекторов превышают 30 000 люмен, не уступая лучшим плёночным образцам. Поэтому все новые кинотеатры оснащаются цифровыми кинопроекторами, а при реконструкции старых плёночное оборудование чаще всего заменяется цифровым. Малые кинозалы оснащаются видеопроекторами, обеспечивающими качество изображения, соответствующее HDTV.